# 呂居簡
吕居简（?—?），宋代宰相吕蒙正之子，进士及第，曾任广东东路经略使、龙图阁学士、中丞、兵部侍郎。歷仕宋仁宗、宋英宗、宋神宗三朝。曾修廣州城牆，與包拯一同核定稅法等。